# Bruno Brizzi
Bruno Brizzi (geboren am 2. November 1933 in der Schweiz) ist ein schweizerisch-italienischer Fussballspieler. Während seiner Karriere spielte er für den FC Winterthur (FCW) und den FC Zürich (FCZ) in der höchsten Liga. Mit Zürich wurde er 1962 Schweizer Meister und erreichte in der darauffolgenden Saison mit dem FCZ den Europacup-Halbfinal. Für die Schweizer Nationalmannschaft konnte er fünf Spiele absolvieren.

## Karriere
Brizzi begann seine Karriere zusammen mit seinem älteren Bruder Raffael Brizzi bei Sparta Zürich, das an der vom SATUS organisierten Arbeitersport-Meisterschaft teilnahm. Ab 1952 wechselte er zu den Blue Stars Zürich in die drittklassige 1. Liga. Mit diesen stieg er in die Nationalliga B (heute Challenge League) auf.
1955 wechselte er in die Eulachstadt zum FC Winterthur und war dort vier Saisons lang Spielmacher der Winterthurer. Unter Trainer Josef Lachermeier holte sich Winterthur in der ersten Saison mit Brizzi den NLB-Meistertitel und stieg in die Nationalliga A (heute Super League) auf. Dort konnte sich der FCW zwei Saisons lang halten, Brizzi trug dazu in 53 Spielen 24 Tore bei. Im Frühling 1964 konnte Brizzi das erste Mal im Trikot der Schweizer Nationalmannschaft auflaufen. Nach dem Abstieg im Sommer 1958 gelang Winterthur unter Spielertrainer Branislav Vukosavljević der direkte Wiederaufstieg, wozu Brizzi 13 Tore beitrug.
Danach wechselte Brizzi im Sommer 1959 zum FC Zürich, wo er als Flügelstürmer wirkte. Mit den Zürchern wurde Brizzi in der Saison 1962/63 Schweizer Meister. Die WM 1962 und den Saisonbeginn 1962/63 verpasste er verletzungsbedingt. Beim Europacup der Landesmeister, für den Zürich als Meister qualifiziert war, drang Zürich in der darauffolgenden Saison bis in den Halbfinal vor. Brizzi trug nach überstandener Verletzung an drei Spielen im Viertel- und Halbfinal gegen den PSV Eindhoven und Real Madrid jeweils ein Tor dazu bei.
Nach vier Spielen mit dem FCZ in der neuen Saison 1965/66 wechselte Brizzi zum FC St. Gallen in die Nationalliga B. Als er sich dort im November beim ersten Spiel für die Ostschweizer einen Bänderriss zuzog, beendete er seine Karriere. Zuletzt war Brizzi noch in den Saisons 1969/70 und 1970/71 als Spielertrainer für Red Star Zürich in der 1. Liga tätig.
Nach seinem Karriereende war Brizzi im Consulting Fassadenbau tätig.